# Yemane Negassi
Yemane Negassi (nascido em 4 de abril de 1946) é um ex-ciclista etiopiano. Participou dos Jogos Olímpicos de Tóquio 1964 e Cidade do México 1968.